# Acanthogorgia paraspinosa
Acanthogorgia paraspinosa is een zachte koraalsoort uit de familie Acanthogorgiidae. De koraalsoort komt uit het geslacht Acanthogorgia. Acanthogorgia paraspinosa werd in 1947 voor het eerst wetenschappelijk beschreven door Stiasny. 